# Spanyolország a 2010. évi téli olimpiai játékokon

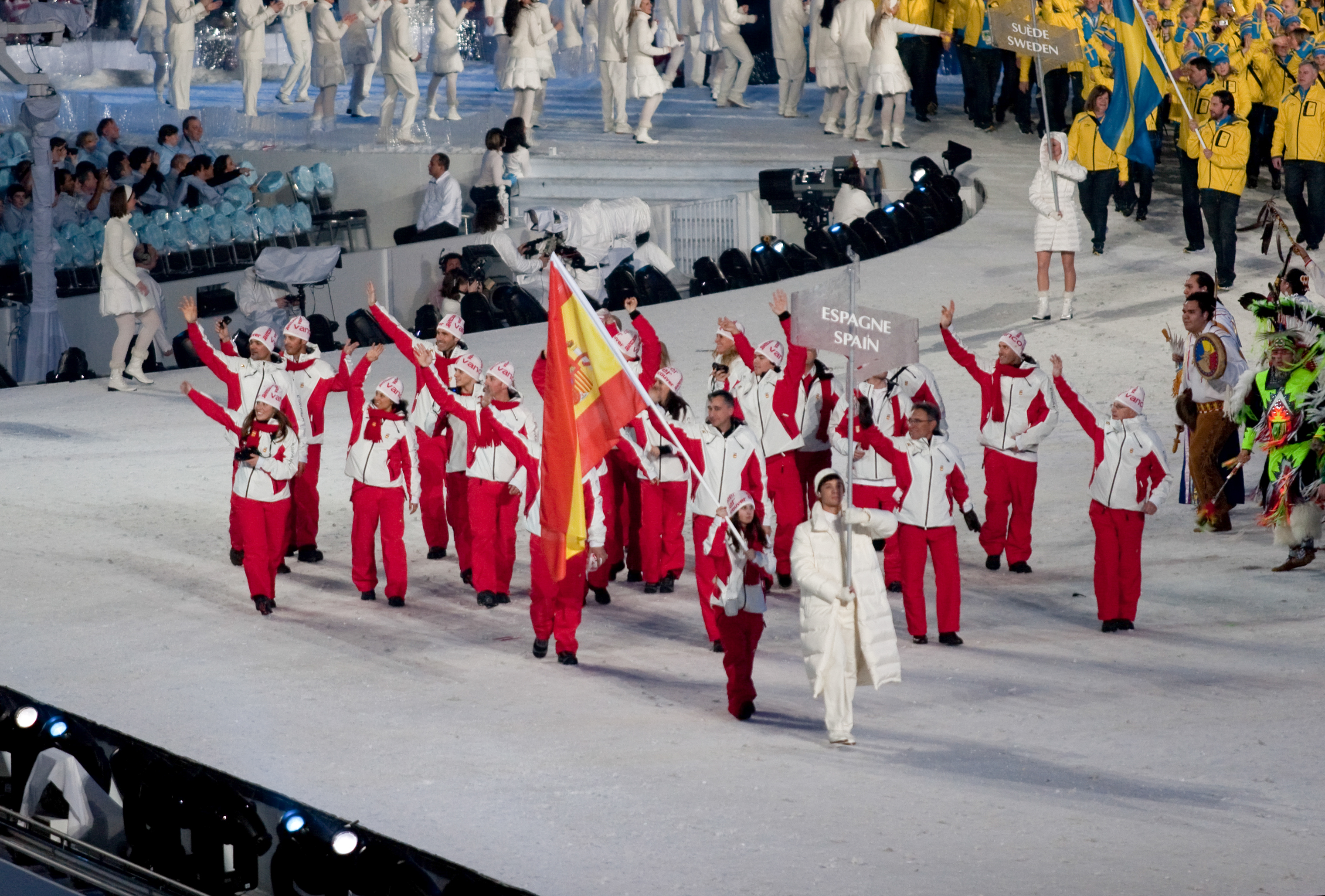
Spanyolország olimpiai küldöttsége a megnyitón

Spanyolország a kanadai Vancouverben megrendezett 2010. évi téli olimpiai játékok egyik részt vevő nemzete volt. Az országot az olimpián 7 sportágban 18 sportoló képviselte, akik érmet nem szereztek.

## Alpesisí
Férfi
| Versenyző         | Versenyszám            | 1. futam      | 1. futam      | 2. futam | 2. futam | Összesítés | Összesítés |
| Versenyző         | Versenyszám            | Idő           | Hely.         | Idő      | Hely.    | Idő        | Helyezés   |
| ----------------- | ---------------------- | ------------- | ------------- | -------- | -------- | ---------- | ---------- |
| Paul de la Cuesta | Lesiklás               |               |               |          |          | 1:59,84    | 51.        |
| Paul de la Cuesta | Óriás-műlesiklás       | 1:20,06       | 35.           | 1:23,16  | 33.      | 2:43,22    | 32.        |
| Paul de la Cuesta | Szuperóriás-műlesiklás |               |               |          |          | 1:34,03    | 35.        |
| Ferrán Terra      | Lesiklás               |               |               |          |          | 1:58,85    | 44.        |
| Ferrán Terra      | Óriás-műlesiklás       | nem ért célba | nem ért célba | kiesett  | kiesett  | kiesett    | kiesett    |
| Ferrán Terra      | Szuperóriás-műlesiklás |               |               |          |          | 1:32,75    | 27.        |

| Versenyző    | Versenyszám | Lesiklás | Lesiklás | Műlesiklás    | Műlesiklás    | Összesítés | Összesítés |
| Versenyző    | Versenyszám | Idő      | Hely.    | Idő           | Hely.         | Idő        | Helyezés   |
| ------------ | ----------- | -------- | -------- | ------------- | ------------- | ---------- | ---------- |
| Ferrán Terra | Összetett   | 1:56,12  | 25.      | nem ért célba | nem ért célba | kiesett    | kiesett    |

Női
| Versenyző         | Versenyszám            | 1. futam      | 1. futam      | 2. futam      | 2. futam      | Összesítés    | Összesítés    |
| Versenyző         | Versenyszám            | Idő           | Hely.         | Idő           | Hely.         | Idő           | Helyezés      |
| ----------------- | ---------------------- | ------------- | ------------- | ------------- | ------------- | ------------- | ------------- |
| Andrea Jardi      | Műlesiklás             | nem ért célba | nem ért célba | kiesett       | kiesett       | kiesett       | kiesett       |
| Andrea Jardi      | Óriás-műlesiklás       | 1:20,41       | 42.           | nem ért célba | nem ért célba | kiesett       | kiesett       |
| Andrea Jardi      | Szuperóriás-műlesiklás |               |               |               |               | nem ért célba | nem ért célba |
| María José Rienda | Óriás-műlesiklás       | 1:21,22       | 45.           | 1:16,23       | 37.           | 2:37,45       | 38.           |
| Carolina Ruíz     | Lesiklás               |               |               |               |               | 1:47,62       | 15.           |
| Carolina Ruíz     | Óriás-műlesiklás       | 1:19,17       | 35.           | 1:15,90       | 35.           | 2:35,07       | 34.           |
| Carolina Ruíz     | Szuperóriás-műlesiklás |               |               |               |               | 1:23,05       | 18.           |

## Biatlon
Női
| Versenyző                 | Versenyszám   | Lövőhiba    | Időeredmény | Helyezés |
| ------------------------- | ------------- | ----------- | ----------- | -------- |
| Victoria Padial Hernández | 7,5 km sprint | 2 (1+1)     | 24:55,5     | 87.      |
| Victoria Padial Hernández | 15 km egyéni  | 8 (1+4+0+3) | 56:41,8     | 86.      |

## Műkorcsolya
| Versenyző        | Versenyszám  | Rövid program | Rövid program | Kűr    | Kűr   | Összesítés | Összesítés |
| Versenyző        | Versenyszám  | Pont          | Hely.         | Pont   | Hely. | Pont       | Helyezés   |
| ---------------- | ------------ | ------------- | ------------- | ------ | ----- | ---------- | ---------- |
| Javier Fernández | Férfi egyéni | 68,69         | 16.           | 137,99 | 10.   | 206,68     | 14.        |
| Sonia Lafuente   | Női egyéni   | 49,74         | 22.           | 83,77  | 21.   | 133,51     | 22.        |

## Síakrobatika
Krossz
| Versenyző     | Versenyszám | Selejtező | Selejtező | Nyolcaddöntő | Negyeddöntő | Elődöntő | Döntő   | Helyezés |
| Versenyző     | Versenyszám | Idő       | Hely.     | Nyolcaddöntő | Negyeddöntő | Elődöntő | Döntő   | Helyezés |
| ------------- | ----------- | --------- | --------- | ------------ | ----------- | -------- | ------- | -------- |
| Rocío Delgado | Női         | 1:22,67   | 31.       | 3.           | kiesett     | kiesett  | kiesett | 31.      |

## Sífutás
Férfi
| Versenyző         | Versenyszám | Eredmény      | Helyezés      |
| ----------------- | ----------- | ------------- | ------------- |
| Javier Gutiérrez  | 15 km       | 37:55,7       | 69.           |
| Javier Gutiérrez  | 30 km       | 1:22:20,4     | 40.           |
| Javier Gutiérrez  | 50 km       | nem ért célba | nem ért célba |
| Diego Ruiz Asin   | 15 km       | 37:31,8       | 65.           |
| Diego Ruiz Asin   | 50 km       | 2:17:49,8     | 44.           |
| Vicenç Vilarrubla | 15 km       | 36:22,7       | 53.           |
| Vicenç Vilarrubla | 30 km       | 1:19:48,2     | 31.           |
| Vicenç Vilarrubla | 50 km       | 2:13:33,8     | 40.           |

Női
| Versenyző   | Versenyszám | Eredmény  | Helyezés |
| ----------- | ----------- | --------- | -------- |
| Laura Orgué | 10 km       | 27:09,4   | 38.      |
| Laura Orgué | 15 km       | 42:38,3   | 27.      |
| Laura Orgué | 30 km       | 1:38:18,3 | 36.      |

## Snowboard
Halfpipe
| Versenyző         | Versenyszám | Selejtező  | Selejtező  | Selejtező | Elődöntő         | Elődöntő         | Elődöntő         | Döntő      | Döntő      | Helyezés |
| Versenyző         | Versenyszám | 1. forduló | 2. forduló | Hely.     | 1. forduló       | 2. forduló       | Hely.            | 1. forduló | 2. forduló | Helyezés |
| ----------------- | ----------- | ---------- | ---------- | --------- | ---------------- | ---------------- | ---------------- | ---------- | ---------- | -------- |
| Rubén Verges      | Férfi       | 9,4        | 19,5       | 15.       | kiesett          | kiesett          | kiesett          | kiesett    | kiesett    | 31.      |
| Queralt Castellet | Női         | 44,3       | 19,9       | 3.        | nem állt rajthoz | nem állt rajthoz | nem állt rajthoz | kiesett    | kiesett    | 12.      |

Snowboard cross
| Versenyző        | Versenyszám | Selejtező     | Selejtező     | Nyolcaddöntő | Negyeddöntő | Elődöntő | Döntő    | Helyezés |
| Versenyző        | Versenyszám | Idő           | Hely.         | Helyezés     | Helyezés    | Helyezés | Helyezés | Helyezés |
| ---------------- | ----------- | ------------- | ------------- | ------------ | ----------- | -------- | -------- | -------- |
| Jordi Font       | Férfi       | nem ért célba | nem ért célba | kiesett      | kiesett     | kiesett  | kiesett  | kiesett  |
| Regino Hernández | Férfi       | 1:25,90       | 31.           | 4.           | kiesett     | kiesett  | kiesett  | 31.      |

## Szkeleton
| Versenyző       | Versenyszám | 1. futam | 1. futam | 2. futam | 2. futam | 3. futam | 3. futam | 4. futam | 4. futam | Összesítés | Összesítés |
| Versenyző       | Versenyszám | Idő      | Hely.    | Idő      | Hely.    | Idő      | Hely.    | Idő      | Hely.    | Idő        | Helyezés   |
| --------------- | ----------- | -------- | -------- | -------- | -------- | -------- | -------- | -------- | -------- | ---------- | ---------- |
| Ander Mirambell | Férfi       | 54,77    | 25.      | 54,59    | 25.      | 54,26    | 22.      | kiesett  | kiesett  | 2:43,62    | 24.        |